# Audiotele (album)
audiotele – pierwszy album studyjny polskiego rapera schaftera, wydany 22 listopada 2019 roku.

## Lista utworów
1. „aperitif” – 1:15
2. „pejzaż” – 2:35
3. „short & bittersweet” – 2:31
4. „akt zgonu in blanco” (gościnnie: Ras, MŁODY DZBAN) – 3:12
5. „hot coffee” – 2:52
6. „włosy” – 2:19
7. „geekin in the booth” – 3:05
8. „double D's” (gościnnie: Żabson) – 3:00
9. „marvin” – 3:19
10. „bigos” (gościnnie: Taco Hemingway) – 3:38
11. „kwaśny diesel” – 2:34
12. „pager” (gościnnie: Belmondo) – 2:08
13. „ridin’ round the town w czyimś bel air” – 2:32
14. „cirque du soleil” (gościnnie: Oki) – 3:00
15. „stjärnflocka” – 2:18
16. „martin shkreli freestyle” - 2:41
17. „spumante” - 2:41

## Certyfikaty i sprzedaż
| Kraj          | Certyfikat         | Sprzedaż | Data              |
| ------------- | ------------------ | -------- | ----------------- |
| Polska (ZPAV) | złota płyta        | 15 000+  | 22 stycznia 2020  |
| Polska (ZPAV) | platynowa płyta    | 30 000+  | 18 listopada 2020 |
| Polska (ZPAV) | 2x platynowa płyta | 60 000+  | 7 grudnia 2022    |